# Jacques Martin (germaniste)
Pour les articles homonymes, voir Martin (patronyme) et Jacques Martin.
Jacques, Pierre, Henri, Martin, né le 13 juillet 1912 à Chartres et mort le 29 septembre 1995 à Marseille, est un germaniste français.

## Biographie
Fils d'instituteur, Jacques Martin est élève du lycée Marceau de Chartres, puis du lycée Lakanal de Sceaux. Il fréquente ensuite les facultés de lettres de Paris et de Strasbourg (où il a comme professeur Jean Fourquet), ainsi que celle de Munich.
Agrégé d'allemand en 1936, Martin enseigne au lycée Thiers de Marseille de 1936 à 1942, puis à Henri-IV de 1943 à 1947. En 1948-49, il est sous-directeur de l'information dans la zone française d'occupation et retrouve dans les années 1950 un poste d'enseignant d'allemand au lycée Henri-IV, tout en étant maître de conférences à l'École nationale supérieure des Mines. inspecteur pédagogique régional de l'académie de Paris, il termine sa carrière en 1978 en qualité d'inspecteur général.
Fervent militant de l'enseignement de l'allemand en France, président de l'Association des professeurs de langues vivantes (1958-1961), il signe chez Didier plusieurs manuels et ouvrages pédagogiques (Essais de traduction : versions et thèmes allemands, textes et traductions. Licence, CAPES, agrégation, Die Deutschen, Deutsch in Wort und Bild) avec le germaniste Jean Zehnacker, fonde la revue de linguistique et de pédagogie Les Cahiers d'allemand (devenue par la suite les Nouveaux cahiers d'allemand) ainsi que l'ADEAF.
Il ne doit pas être confondu avec le philosophe et traducteur Jacques Martin (1922-1963), auteur de L'Individu chez Hegel et traduteur de Hesse (Le Jeu des perles de verre, Calmann-Lévy, 1955) et d'Ernst Wiechert (Missa sine nomine, Calmann-Lévy, 1952).

## Source
- Jacques Laffitte et Stephen Taylor. Qui est qui en France, 1977